# René Rémond
René Rémond (francês: [ʁəne ʁemɔ̃]; Lons-le-Saunier, 30 de setembro de 1918 – Paris, 14 de Abril  de 2007) foi um historiador e cientista político francês, especialista em economia política.
Publicou diversas obras de história, em especial sobre a História Contemporânea.
Foi secretário-geral da Juventude Estudantil Católica francesa, em 1943. Desde 1981, é presidente da Fundação Nacional das Ciências Políticas.
Foi agraciado com diversos títulos, destacando-se o de Grande-Oficial da Ordem Nacional da Legião de Honra.
Rémond morreu em Paris.